# Chwostka jasnowąsa
Chwostka jasnowąsa (Malurus elegans) – gatunek małego ptaka z rodziny chwostkowatych (Maluridae), zamieszkujący wyłącznie lasy eukaliptusowe południowo-zachodniej Australii. Nie wyróżnia się podgatunków.

## Morfologia
Wymiary dotyczą osobników z kolekcji Muzeum Brytyjskiego. Długość ciała samca ok. 14 cm, z czego 1,1 cm przypada na dziób, a 7,3 cm na ogon. Skrzydło mierzy 4,95 cm długości, skok 2,5 cm. U samicy wymiary podobne, jednak skok (2,1 cm długości) i ogon (7,1 cm) krótsze.
Występuje wyraźny dymorfizm płciowy. Samiec ma opalizujące, turkusowe wierzch głowy oraz wąsy. Reszta głowy oraz obrzeżenie opalizującej, granatowej piersi czarne. Tuż za głową biały pas, barkówki kasztanowe. Ogon i lotki szare, reszta ciała brudnobiała.
Samica ma cały popiołowoszary wierzch głowy odcięty od brązowego wierzchu ciała cieniutką, brudnobiałą kreską. Skrzydła i boki również są całe brązowe. Ogon szary, spód ciała brudnobiały. Rudy kantarek. 

## Lęgi
Dane dotyczące lęgów pochodzą z badań, których wyniki opublikowano w 1988. Większość zniesień (u badanych 90%) przypada na październik i listopad. Składa 2 lub 3 jaja (94% było zapłodnionych). Inkubacja trwa 14–15 dni. Młode, w pełni opierzone 11–12 dni od wyklucia, stają się w pełni samodzielne po ukończeniu miesiąca.

## Status
Międzynarodowa Unia Ochrony Przyrody (IUCN) uznaje chwostkę jasnowąsą za gatunek najmniejszej troski (LC – least concern) nieprzerwanie od 1988 roku. Całkowita liczebność populacji nie została oszacowana, ale ptak ten opisywany jest jako lokalnie pospolity w dogodnym dla niego środowisku. Trend liczebności populacji uznawany jest za spadkowy.